# Крупник, Михаил Яковлевич
Михаил Яковлевич Крупник (род. 1930, Кишинёв) — молдавский советский экономист, доктор экономических наук (1992).

## Биография
Родился в семье слесаря-наладчика кишинёвского хлебзавода Якова Марковича (Мордковича) Крупника (1901—1975) и кондуктора трамвая Браны (Мани) Исааковны Крупник. Брат — математик Н. Я. Крупник.
Работал рабочим на трикотажной фабрике в Кишинёве, одновременно окончил заочно экономический факультет Кишинёвского университета (1962). С 1967 по 1989 год был начальником планово-экономического отдела Министерства лёгкой промышленности Молдавской ССР, старший научный сотрудник Молдавского научно-исследовательского института научно-технической информации и технически-экономических исследований (НИИНТИ) Госплана МССР. С 1989 года был научным сотрудником в производственной ассоциации «Спектр».
Диссертацию доктора экономических наук по теме «Совершенствование экономического механизма выявления, оценки и использования резервов производственного потенциала» защитил в 1992 году.
С 1994 года — в Израиле.
Автор научных трудов по планированию промышленного производства, учебников и научно-популярной книги по экономике.

## Монографии
- Резервы повышения эффективности производства трикотажной промышленности (с В. А. Новаком). М.: Лёгкая индустрия, 1971.
- Анализ производственных резервов в лёгкой промышленности Молдавской ССР (с В. А. Горенковым). Кишинёв: Картя молдовеняскэ, 1973.
- Технический прогресс и совершенствование производства в лёгкой промышленности МССР. Кишинёв: Картя молдовеняскэ, 1976.
- Анализ хозяйственной деятельности предприятий текстильной и лёгкой промышленности. Учебник для средних специальных учебных заведений лёгкой промышленности. М.: Лёгкая индустрия, 1978.
- Хозяйственный механизм и плановая дисциплина. Кишинёв: Картя молдовеняскэ, 1982.
- Рациональное использование материальных ресурсов в лёгкой промышленности Молдавии (с В. А. Горенковым). Кишинёв: Картя молдовеняскэ, 1985.
- Потенциал трудового коллектива. Кишинёв: Картя молдовеняскэ, 1986.
- Анализ хозяйственной деятельности предприятий текстильной и лёгкой промышленности. 2-е, переработанное издание. М.: Легпромбытиздат, 1987.
- Школа экономики в вопросах и ответах: На примере швейной и трикотажной промышленности. М.: Легпромбытиздат, 1989.
- Хозрасчётные отношения в условиях самофинансирования (на примере кишинёвского ПО «Спектрул»). Кишинёв: МолдНИИТЭИ, 1991.
- Преобразование экономических отношений в промышленности Молдовы (На примере отрасли лёгкой промышленности). Кишинёв: МолдНИИТЭИ, 1992.
- Финансы предприятия на этапе формирования рыночной экономики (на примере производственного предприятия). Кишинёв: МолдНИИТЭИ, 1993.
- Путешествие в мир экономики. М.: Легпромбытиздат, 1993.